# Шарлотка
Шарло́тка (от фр. charlotte) — сладкий десерт из яблок, запечённых в тесте — вариант яблочного пирога. Классическая шарлотка — это французское сладкое блюдо, приготовленное из белого хлеба, заварного крема, яиц, фруктов.

## Классический рецепт
Идея классической шарлотки была позаимствована у англичан: шарлотка является одной из разновидностей пудинга, который обычно подают в тёплом виде. Дно формы выкладывают хлебом, размоченным в масле или яичной смеси. Поверх хлеба выкладывают слой готовых яблок (уваренных с сахаром или пюрированных) и закрывают слоем размоченного хлеба. Можно сделать несколько слоёв. Затем шарлотку выпекают в духовке и подают тёплой с мороженым, взбитыми сливками или сладкими соусами.
Шарлотку можно готовить с различными начинками, однако яблочная начинка является наиболее распространённой из-за доступности и дешевизны яблок на территории Европы. Яблочную шарлотку традиционно пекут осенью после сбора урожая яблок. Вместо яблок можно взять груши, сливы и другие фрукты и ягоды. Также можно заменить фруктовый слой на крем или шоколадный мусс.

## Шарлотка по-русски

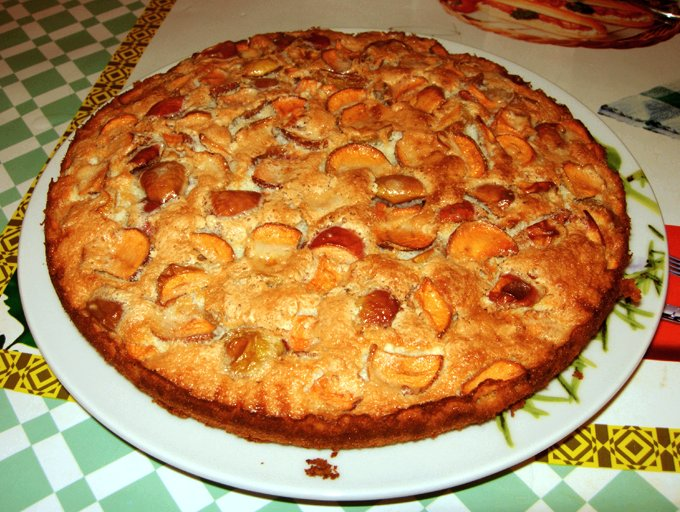
Популярный в СНГ яблочный пирог

Русская шарлотка была придумана в начале XIX века французским поваром Мари Антуаном Каремом, состоявшим на службе у Александра I. Первоначально блюдо называлось charlotte à la parisienne (парижская шарлотка), позже десерт прославился по всему миру под именем charlotte russe (русская шарлотка). Для изготовления русской шарлотки форму выкладывают печеньем савоярди или готовым бисквитом и заполняют баварским кремом и взбитыми сливками. Затем десерт следует остудить до затвердения.
В советское время, в рамках борьбы с «низкопоклонством перед Западом», была переименована в «яблочную бабку». В «Книге о вкусной и здоровой пище» 1952 года данный рецепт именуется «шарлоткой». А в издании 1955 года — «бабкой из белого хлеба с яблоками».
В настоящее время на территории СНГ шарлоткой называется лёгкий в приготовлении яблочный пирог, который представляет собой бисквит с начинкой из нарезанных яблок.

## Этимология названия
Зачастую в зарубежных кулинарных книгах он имеет название charlotte. Самое раннее упоминание «Шарлотты» находится в нью-йоркском журнале в 1796 году. Его происхождение неясно, но очевидно может быть связано с женским именем.
Существует несколько версий происхождения названия блюда. Согласно одной из них, этот рецепт был предложен королевой Шарлоттой, женой короля Великобритании Георга III. По другой версии, название десерта происходит от др.-англ. charlyt, что в переводе означает блюдо, приготовленное из взбитых яиц, сахара и молока. В XV веке в Англии было также популярно мясное блюдо с аналогичным названием. Существует романтичная история о безнадёжно влюблённом поваре, посвятившем придуманный им десерт даме своего сердца Шарлотте.
Примечательно, что изначально именем этого кекса, который сегодня известен как charlotte à la russe, было charlotte à la parisienne (он известен как минимум с 1815 года). Существует маловероятная версия что его назвали «русским» в честь царя Александра I, после взятия Парижа.